# HD 156668 b
HD 156668 b est une exoplanète orbitant autour de l'étoile HD 156668 à 78,5 années-lumière de la Terre, dans la constellation d'Hercule. C'est la deuxième planète la moins massive découverte par la méthode des vitesses radiales. Avec 4,15 fois la masse de la Terre, c'est, à la date de sa découverte, la deuxième plus petite super-Terre après Gliese 581 e.